# Площадь Кирова (Саратов)
Площадь Кирова — площадь имени Кирова С.М. в историческом центре Саратова. Площадь находится между  улицей Чапаева, улицей Люкшина и Мирным переулком. В площадь упирается проспект Столыпина, и от площади начинается улица Вавилова Н.И.

## История
Площадь была предусмотрена на плане 1812 года. В реальности оказалось, что почва насыщена влагой и болотистая. Избыток воды стекал в овраги и Волгу. Болотистые места постепенно заваливались навозом, связками хвороста, землёй и т.д. Будущую площадь отвели под складирование и продажу лесоматериалов и дров, а затем продажу возами сена. В результате площадь стали называть: Дровяная или Лесная или Сенная. Постепенно по периметру площадь стала застраиваться домами, в которых открывались лавки, амбары, трактиры. Торговля расширялась и со временем площадь стала большим базаром. 
По плану 1812 года на площади предусмотрено строительство церкви, которая была построена в 1840е годы. За церковью закрепилось название Митрофаньевская, это же название перешло на площадь и продержалось до 1937 года, когда её переименовали в площадь им. Н.Г. Чернышевского. В 1966 году переименовали в Площадь имени Кирова С.М. и это название действительно до сих пор. 
- 25 ноября 1997 года был открыт памятник Н.И. Вавилову, скульптор К.С. Суминов.
- 26 декабря 2020 года возле цирка открыт памятник "Братья Никитины — основатели русского национального цирка", скульпторы братья Андрей и Сергей Щербаковы.

В рамках создания большого пешеходного кольца в Саратове весной 2020 года стартовало благоустройство площади Кирова. В ходе реконструкции полностью заменено плиточное покрытие — более 23 тыс. кв. метров, смонтировано энергоэффективное освещение, установлены новые лавки, качели, малые архитектурные формы. Также проведено озеленение скверов: высажено более 100 новых деревьев и 150 кустарников, обустроен розарий и цветники, сделан автополив газонов.
От цирка имени братьев Никитиных, расположенного на площади, до Мирного переулка появилась зона для воркаута, выгула собак, а также спортивное и игровое оборудование для различных групп населения.
В рамках благоустройства площади Кирова были также проведены работы по сносу торговых ларьков у Крытого рынка, а также на ул. Вавилова между Мирным переулком и ул. Рахова.

## Застройка
- Митрофаньевская церковь была построена в 1840е годы, а затем построена церковно-приходская школа.
- В 1914 - 1916 гг. на площади было выстроено грандиозное здание Крытого рынка по проекту архитектора В.С. Люкшина.
- В 1931 году был возведен Саратовский цирк имени братьев Никитиных, а в 1971 г. перед ним появился фонтан «Одуванчик».
- В 1955 году построен Кинотеатр «Победа».
- Сквер занимает оставшееся пространство площади, в середине — Памятник Вавилову Н.И., а также детская площадка.

## Фотографии

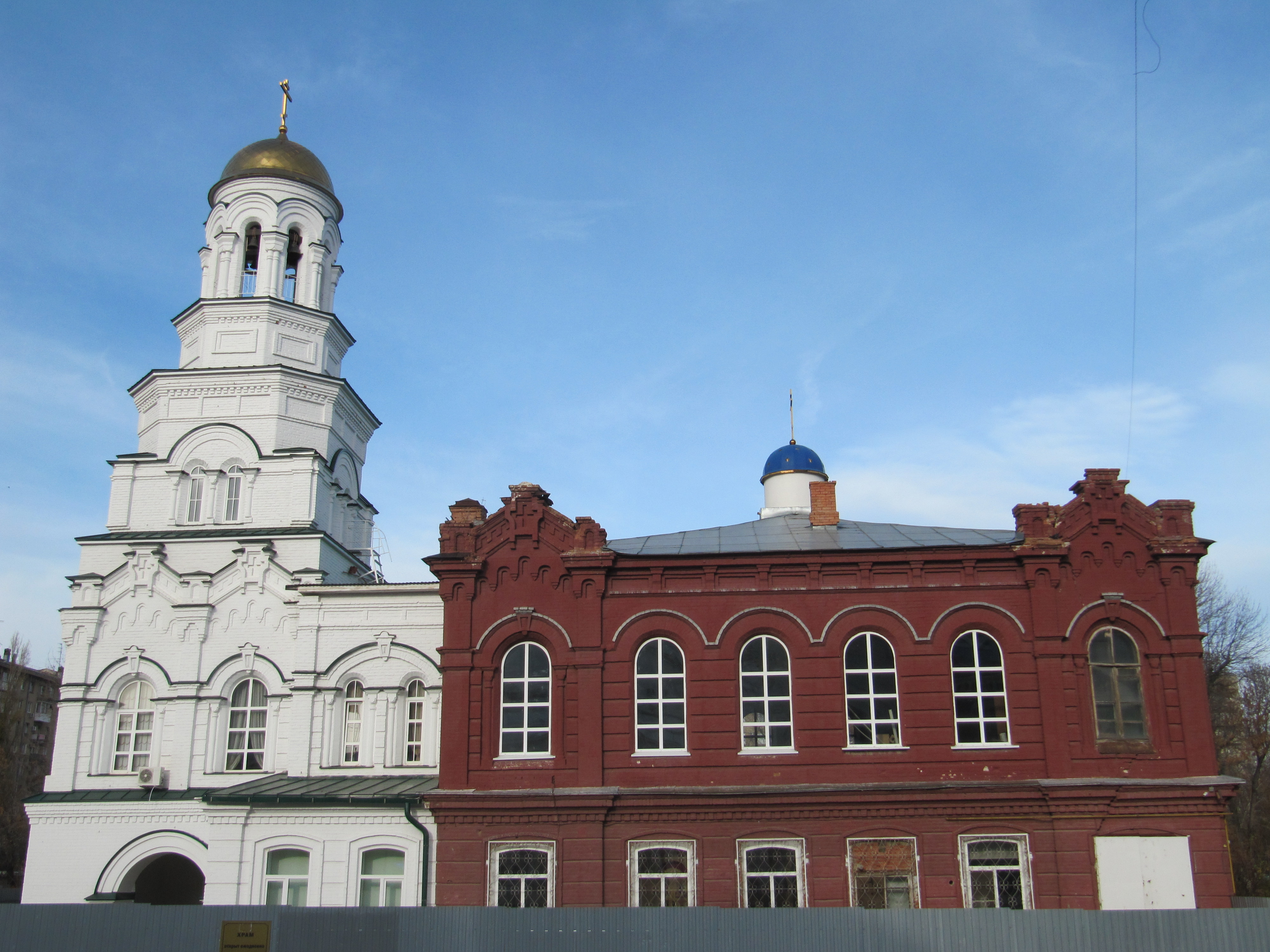
Храм Митрофаньевский
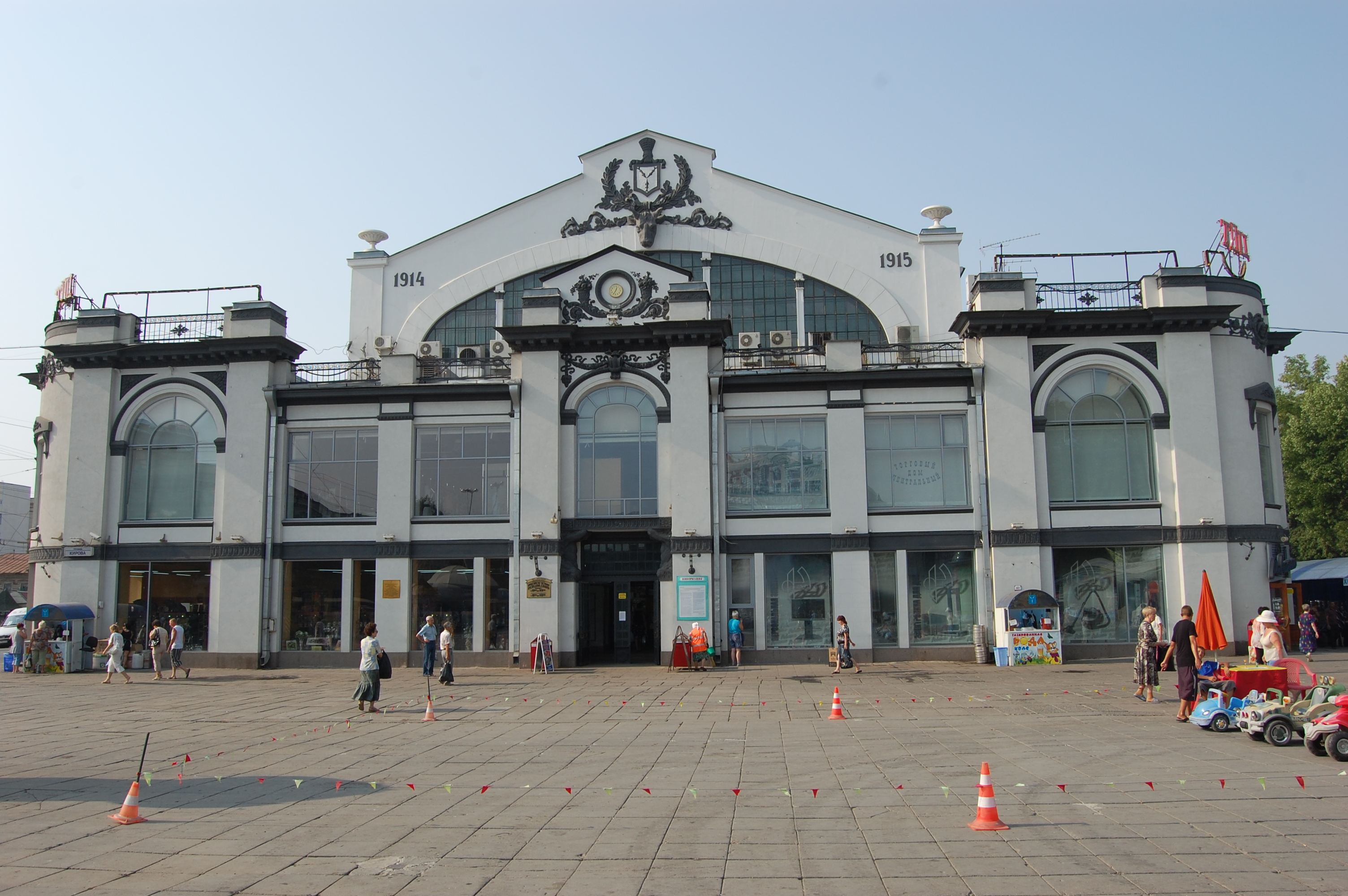
Крытый рынок. Вид со стороны цирка
Саратовский цирк им. братьев Никитиных
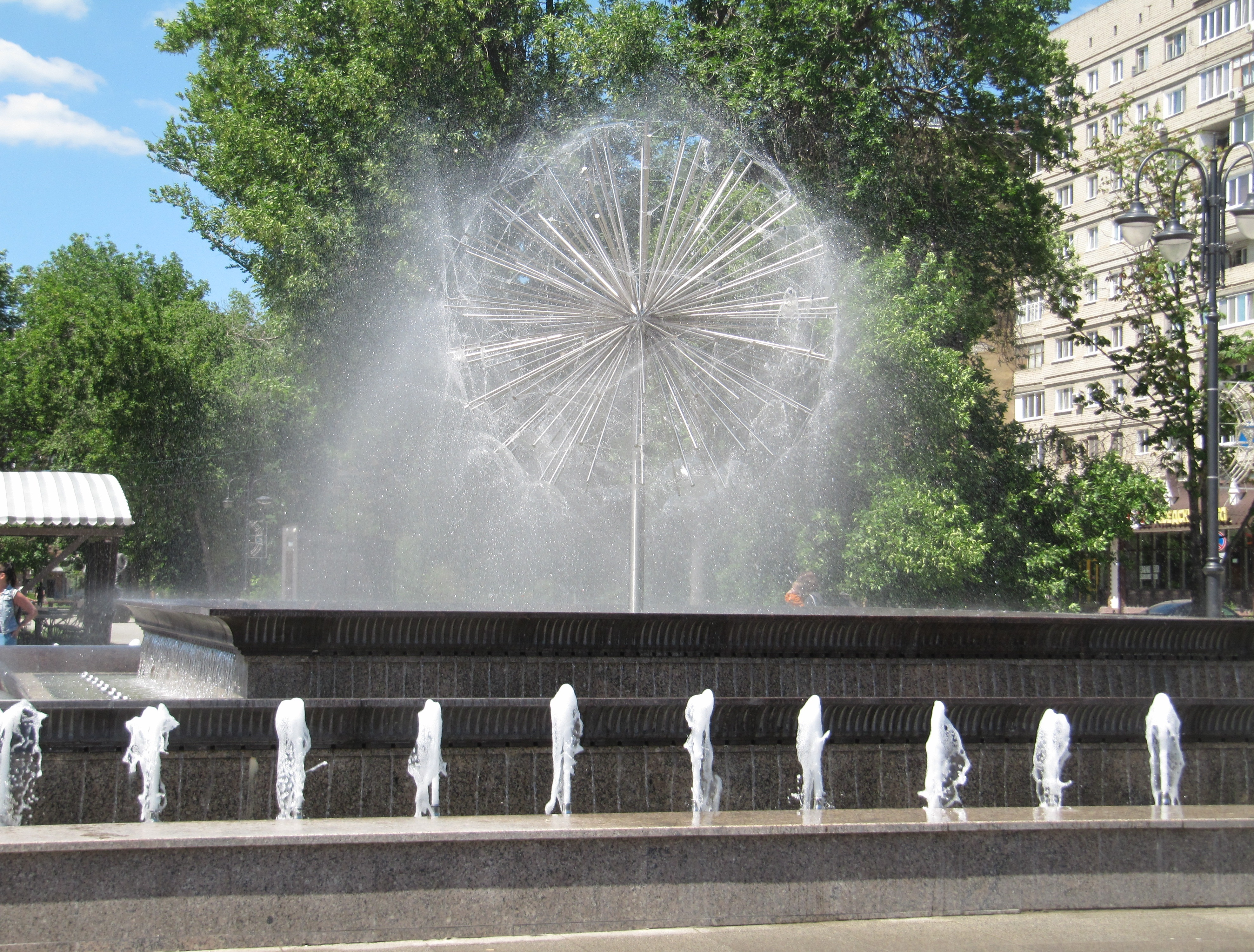
Фонтан «Одуванчик» у цирка
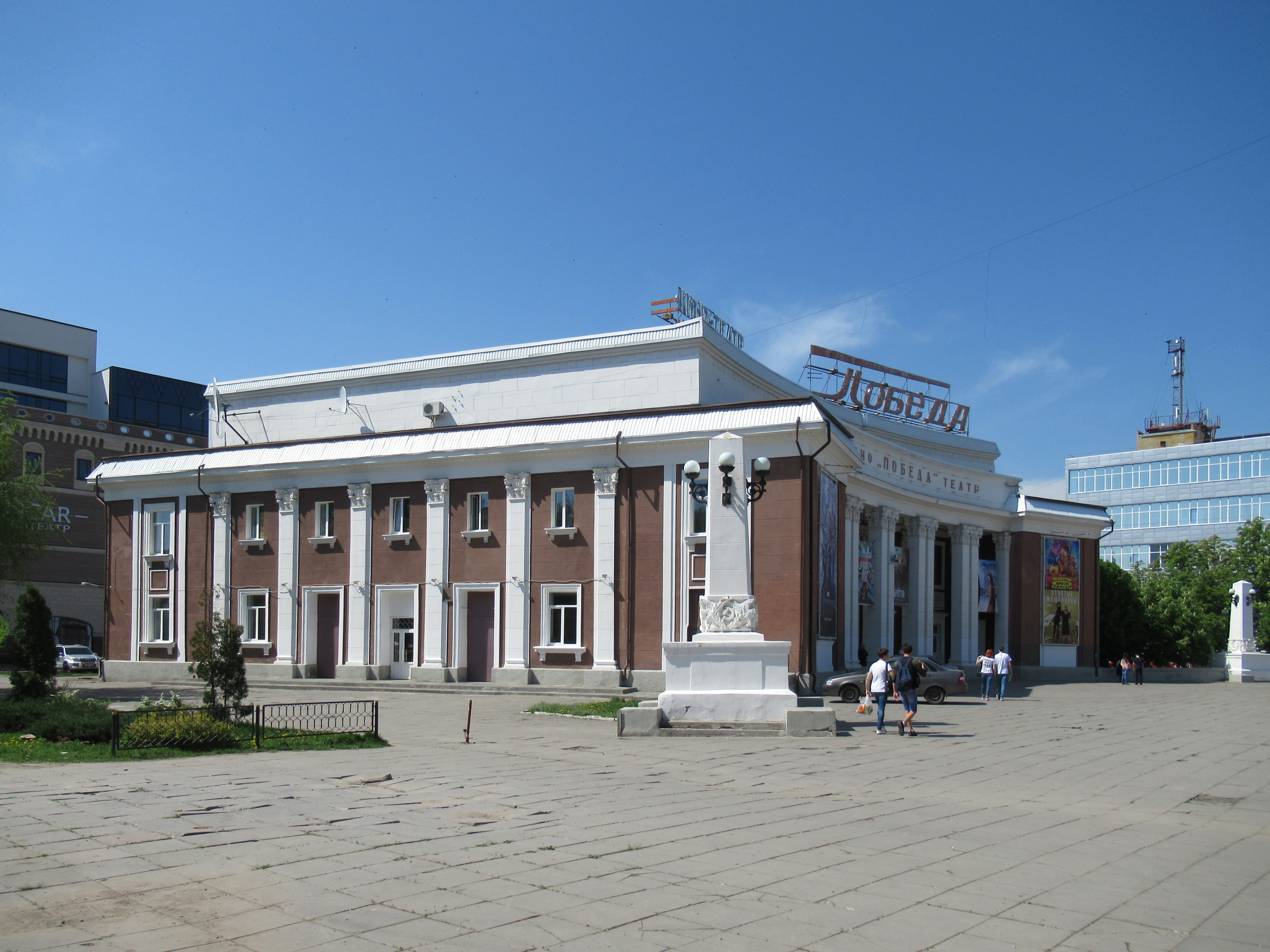
Кинотеатр «Победа»
Памятник Вавилову Н.И.
Памятник Братья Никитины
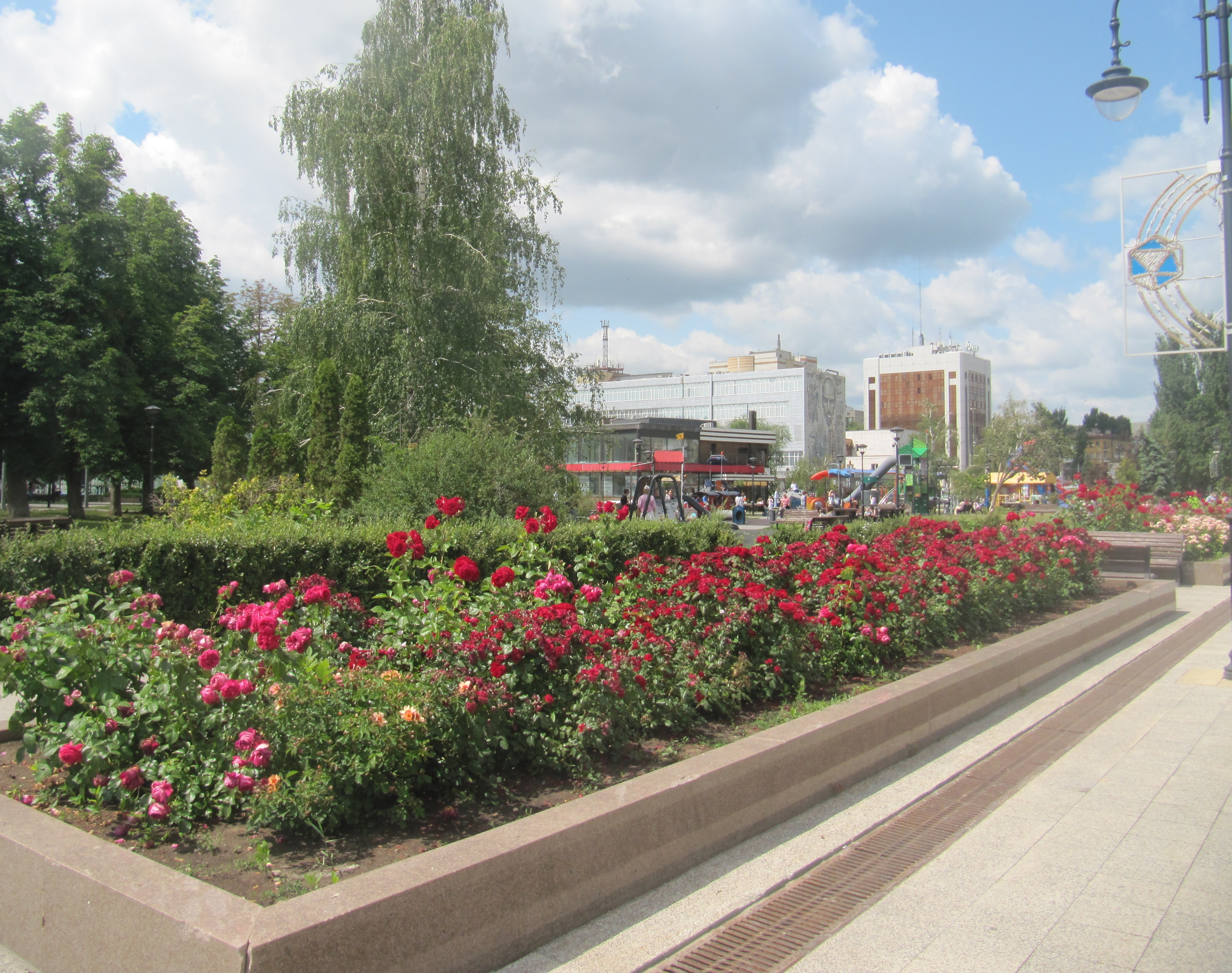
Площадь Кирова Аллея роз
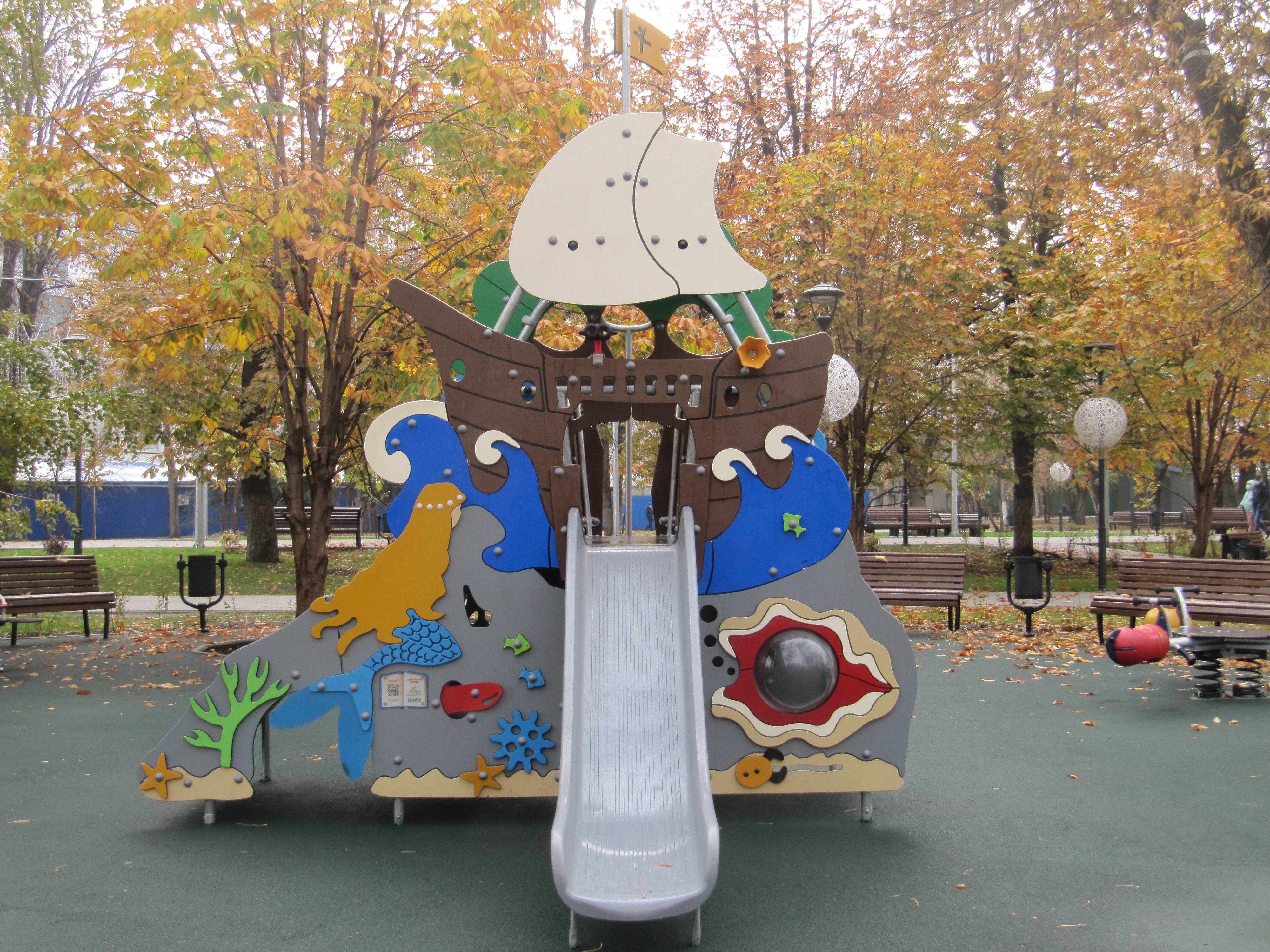
Детская площадка
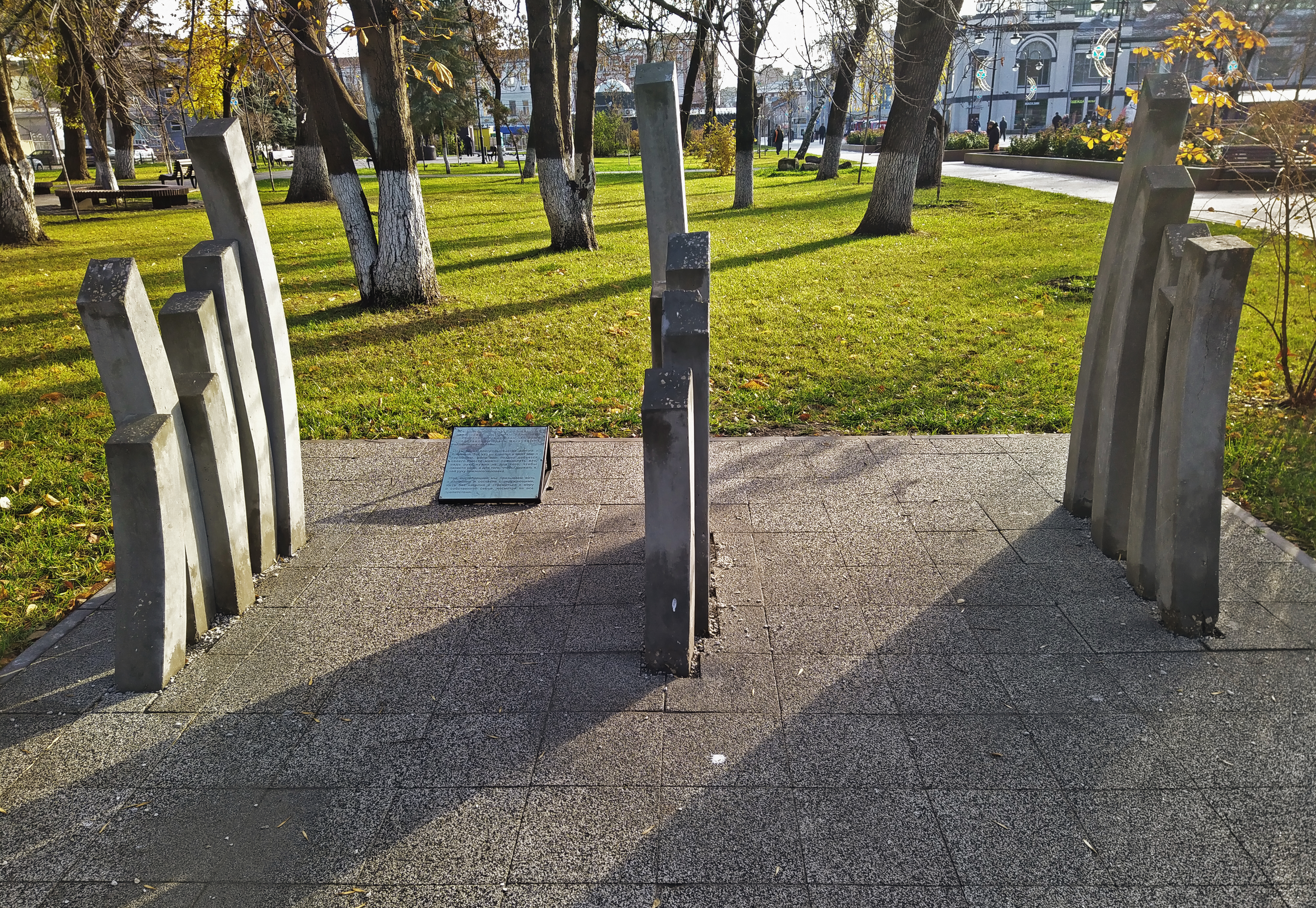
Скульптура "Против насилия в семье"
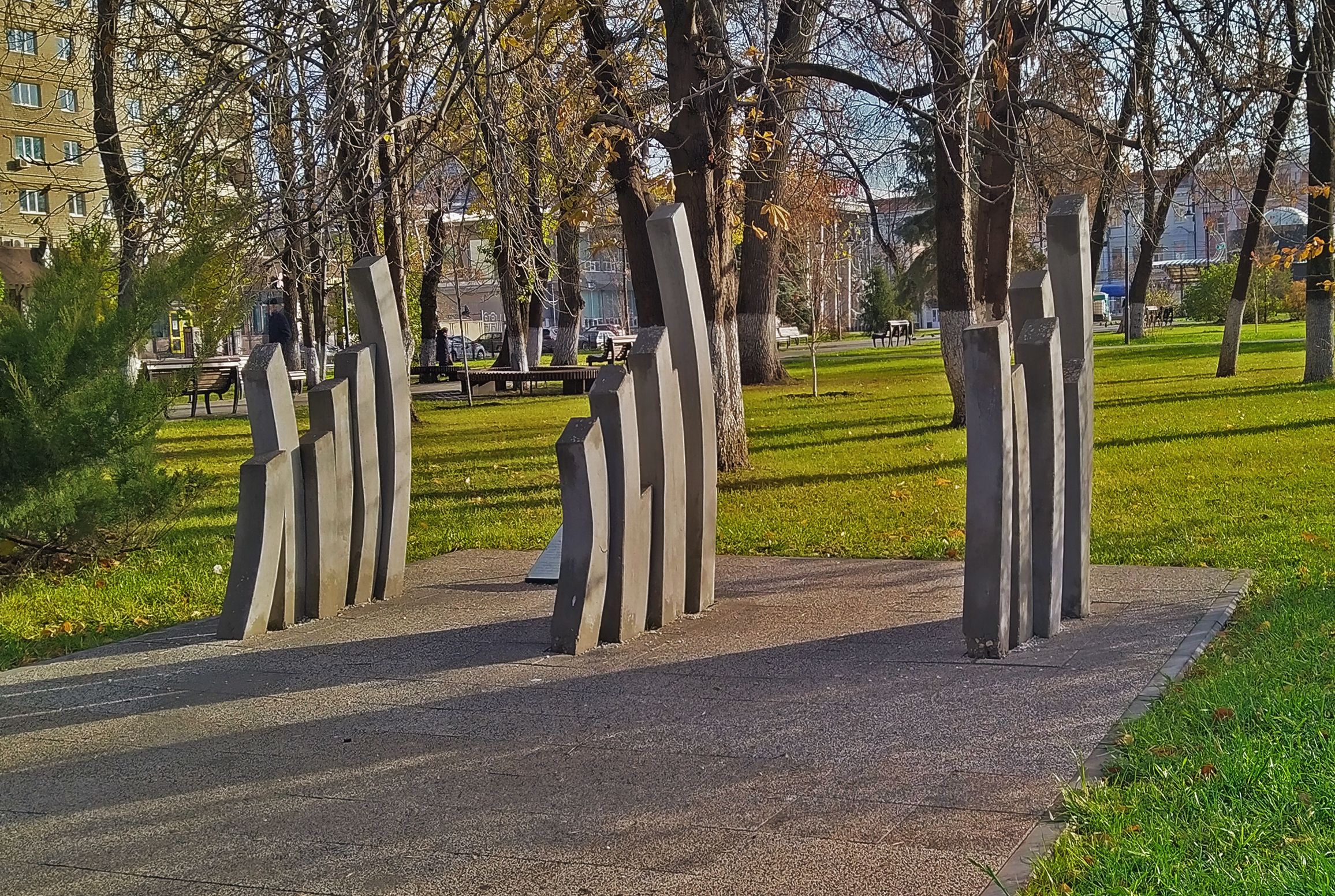
Скульптура "Против насилия в семье"